# Клінтонвілл (Вісконсин)
Клінтонвілл (англ. Clintonville) — місто (англ. city) в США, в окрузі Вопака штату Вісконсин. Населення — 4591 особа (2020).

## Географія
Клінтонвілл розташований за координатами 44°37′20″ пн. ш. 88°45′6″ зх. д. / 44.62222° пн. ш. 88.75167° зх. д. (44.622120, -88.751714).  За даними Бюро перепису населення США в 2010 році місто мало площу 11,56 км², з яких 11,40 км² — суходіл та 0,16 км² — водойми.

## Демографія
Згідно з переписом 2010 року, у місті мешкало 4559 осіб у 2002 домогосподарствах у складі 1154 родин. Густота населення становила 394 особи/км².  Було 2227 помешкань (193/км²).
Расовий склад населення:
| - 95,6 % — білих - 1,1 % — корінних американців - 0,4 % — азіатів - 0,3 % — чорних або афроамериканців |

До двох чи більше рас належало 1,7 %. Частка іспаномовних становила 3,3 % від усіх жителів.
За віковим діапазоном населення розподілялося таким чином: 24,4 % — особи молодші 18 років, 56,7 % — особи у віці 18—64 років, 18,9 % — особи у віці 65 років та старші. Медіана віку мешканця становила 39,3 року. На 100 осіб жіночої статі у місті припадало 90,9 чоловіків;  на 100 жінок у віці від 18 років та старших — 87,9 чоловіків також старших 18 років.
Середній дохід на одне домашнє господарство  становив 49 102 долари США (медіана — 36 600), а середній дохід на одну сім'ю — 57 636 доларів (медіана — 56 127). За межею бідності перебувало 8,2 % осіб, у тому числі 10,1 % дітей у віці до 18 років та 5,6 % осіб у віці 65 років та старших.
Цивільне працевлаштоване населення становило 2103 особи. Основні галузі зайнятості: виробництво — 30,5 %, освіта, охорона здоров'я та соціальна допомога — 16,5 %, роздрібна торгівля — 9,5 %, мистецтво, розваги та відпочинок — 9,2 %.